# دايسوكي بان
دايسوكي بان (باليابانية: 伴大介) هو ممثل ياباني، ولد في 5 مايو 1947 في اليابان.

## أعمال

### أفلام
- (1998) رازن
- (2000)  بيرثداي

## وصلات خارجية
- دايسوكي بان على موقع IMDb (الإنجليزية)
- دايسوكي بان على موقع ألو سيني (الفرنسية)
- دايسوكي بان على موقع ميوزك برينز (الإنجليزية)
- دايسوكي بان على موقع أول موفي (الإنجليزية)
- دايسوكي بان على موقع قاعدة بيانات الفيلم (الإنجليزية)
- دايسوكي بان على موقع كينوبويسك (الروسية)